# Helmut Arndt (Historiker)
Helmut Arndt (* 11. Juni 1928 in Patschkau; † 15. Januar 2016 in Leipzig) war ein deutscher Historiker.

## Leben
Helmut Arndt wurde 1928 in Patschkau geboren. 1942 trat er eine dreijährige Lehre zum Verkäufer an. Anschließend zog er nach Görlitz um, wo er als Transportarbeiter tätig war. 1945 trat er in die SPD ein, ab 1946 war er durch die  Zwangsvereinigung von SPD und KPD Mitglied der SED. Mitarbeiter einer Versicherung war er 1946/1947, die nächsten zwei Jahre Mitarbeiter der Görlitzer Stadtleitung der Sozialistischen Einheitspartei Deutschlands.
Ein Studium der Gesellschaftswissenschaften begann er 1950 an der Universität Leipzig; es dauerte bis 1953. Während des Studiums betätigte er sich als Hilfsassistent an der medizinischen Fakultät. Die folgenden zwei Jahre fungierte er als wissenschaftlicher Assistent der philosophischen Fakultät, wobei er 1954 zusätzlich einen Lehrauftrag zur Geschichte der deutschen Arbeiterbewegung innehatte.
Eine Stelle als Oberassistent an der philosophischen Fakultät nahm Arndt 1955 an. 1961 gab er die Stelle auf und promovierte zum Doktor der Philosophie, zugleich wurde er auch als stellvertretender Vorsitzender des Bezirksvorstands der Gewerkschaft Wissenschaft eingesetzt, was er drei Jahre lang blieb. 1963 berief man ihn als Dozenten an die Deutsche Hochschule für Körperkultur.
1971 verließ er die Hochschule für Körperkultur, habilitierte zum Dr. sc. der Philosophie, unterrichtete als Lehrbeauftragter wissenschaftlichen Sozialismus sowie Geschichte der Arbeiterbewegung an der Leipziger Universität und wurde auch Lehrgruppenleiter. Zum ordentlichen Professor 1975 befördert, wurde er im folgenden Jahr Forschungsdirektor für Marxismus/Leninismus. Der geschichtlichen und der philosophischen Fakultät sowie dem wissenschaftlichen Universitätsrat trat Arndt 1981 bei, 1983 wurde er zusätzlich Leiter für Geschichte der Arbeiterbewegung, 1985 Leiter einer weiteren Forschungsgruppe.
Arndt trat 1990 in den Ruhestand. Er war Träger der Verdienstmedaille der DDR und der Ehrennadel der Universität, ferner erhielt er die Medaille für ausgezeichnete Leistungen, das Banner der Arbeit wie auch die goldene Pestalozzimedaille.

## Werke
- Die Stellung der deutschen Sozialdemokratie zu Wirtschaftskrise und Faschismus und die Politik und Taktik der Partei in der Phase der unmittelbaren Vorbereitung und Aufrichtung der Hitlerdiktatur. Dissertation.
- Zum Faschismusbild der deutschen Sozialdemokratie (1922–1939). Eine ideengeschichtliche Abhandlung. Leipzig 1971.
- als Herausgeber: Vivant Denon: Mit Napoleon in Ägypten. Edition Erdmann, Tübingen 1982, ISBN 3-7711-0288-X.
  - als Taschenbuch: Vivant Denon: Mit Napoleon in Ägypten, 1798–1799. Knaur Stuttgart/Zürich 1987, ISBN 3-426-03687-8.
- als Herausgeber: Persepolis. Entdeckungsreisen in die Vergangenheit. Edition Erdmann, Stuttgart 1984, ISBN 3-522-60660-4.
- Auf verlorenem Posten? Zur Geschichte der Sozialistischen Arbeiterpartei. Zwei Beiträge zum Linkssozialismus in Deutschland. Berlin 1991.